# Roger Chinaud
Roger Michel Henri Chinaud (ur. 6 września 1934 w Paryżu) – francuski polityk i publicysta, poseł do Parlamentu Europejskiego II kadencji, deputowany i senator.

## Życiorys
Syn urzędnika ministerialnego Henriego Chinaud i Marcelle Zorninger. Pełnił m.in. funkcję szefa młodzieżówki Ruchu Europejskiego. Zawodowo przez wiele lat działał jako publicysta, napisał także książki (m.in. De Giscard à Sarkozy z 2009). W latach 60. zaangażował się w działalność polityczną w ramach Narodowej Federacji Republikanów i niezależnych, którzy po transformacjach stali się ostatecznie Partia Republikańską, pełnił funkcje kierownicze w ramach ugrupowania. Wraz z PR w 1978 przystąpił do federacyjnej Unii na rzecz Demokracji Francuskiej, będąc stale bliskim stronnikiem Valéry’ego Giscarda d’Estainga. Od 1973 do 1981 członek Zgromadzenia Narodowego V i VI kadencji, w izbie szefował frakcji UDF. W latach 1983–1995 pozostawał merem 18. dzielnicy Paryża, a od 1983 do 1986 zasiadał w radzie regionu Île-de-France. W 1984 wybrano go posłem do Parlamentu Europejskiego, gdzie przystąpił do frakcji liberalno-demokratycznej. Z mandatu zrezygnował 3 kwietnia 1989 na krótko przed końcem kadencji. W 1986 został natomiast wybrany do Senatu, od 1992 do 1995 pozostawał jego wiceprzewodniczącym. Po przekształceniu radykałów pod koniec lat 90. został członkiem rady politycznej Demokracji Liberalnej, a od 1997 do 2001 należał do ARCEP, organu regulującego obszar telekomunikacji, poczty i mediów.

## Odznaczenia
Kawaler (1995), Oficer (2004) i Komandor (2011) Legii Honorowej.